# 陸法和
陸 法和（りく ほうわ、? - 天保9年 (558年) ）は、中国の南北朝末期、梁から北斉にかけて活躍した居士である。但し、常軌を逸した人物であり、「貧道」という出家者が用いる用語で自称し、なおかつ、諸蛮族の弟子多数を統率し、一個の独立した軍団の長として、侯景の乱以後の混乱した時代に、各地を転戦していた。

## 生涯
出身は不明である。最初は、梁代に江陵の百里洲という所に隠遁しており、衣食や居処は、すべて苦行する沙門と同じであった。土地の老人たちは、彼らの幼時より法和のことを知っている、と言っていた。その容色は常に定まらず、人々は推し測ることができなかった。或いは嵩山の出身とも言うが、はっきりしない。ある時、荊州汶陽郡の高安県にある紫石山に入ったことがあり、その後、俄かに蛮賊の文道期の乱が勃発した。時の人たちは、法和が、その予兆を予見していたのだ、と噂しあった。
侯景が初め梁朝に降ると、法和が南郡の朱元英に言った「貧道は檀越（元英）と共に侯景を討伐に行こう」と。元英は「侯景は梁朝にとって有益である。師が彼を討伐しようと言うのは、どうしてですか」と。法和が言うには「正に自ら此の如し」と。侯景が長江を渡ると、法和は時に青渓山に在り、元英が訪れて問うた「侯景は今、台城（南京）を囲んでいる。それは、どういうことか」。法和が言った「凡人は果を取り、宜しく熟する時を待つべし。自落を待たず。檀越は但だ侯景の熟するを待つべし。どうして困ることがあろうか」と。固く彼に問うた所「亦た克ち亦た克たず」と。
侯景は任約を派遣して、梁の湘東王を江陵に撃たせた。法和はそこで、湘東王に馳せ参じ、任約を討伐することを請うた。そこで、諸蛮の弟子八百人を率いて江津に至り、二日して出発した。湘東王は、胡僧佑に千余人を率いさせて同行させた。法和は艦に登り、大笑して「無量兵馬」と言った。実際に開戦してみると、任約の兵は総崩れになり遁走し、皆な投水して死んだ。
法和は既に任約の軍を平定すると、王僧弁に巴陵で面会し、「貧道は已に侯景の一臂を断じた。檀越は宜しく即ち遂に取れ」と言った。その後、武陵王紀を王琳と共に攻略し、一戦で殲滅した。
湘東王が即位して、梁の元帝となると、法和を、都督郢州刺史に任じ、江乗県公に封じた。それでも、法和は臣と称せず、司徒と自称した。元帝が僕射の王褒に問うと、「彼は既に道術を以って任じており、予知したのでしょう」と答えた。遂に元帝は法和に司徒を加え、都督と刺史はそのままにした。部曲が数千人おり、法和は全て弟子と呼んでいた。唯だ道術によってだけ統治し、法獄を人に加えなかった。
西魏が挙兵すると、法和は郢州から漢口に入り、江陵に駆けつけた。西魏の軍が荊州を平定し、宮室が灰燼に帰すと、天保6年（555年）の春に、清河王高岳が長江に進軍して来て、法和は州を挙げて北斉に従属した。文宣帝は法和を大都督・十州諸軍事・太尉公・西南道大行台、大都督・五州諸軍事・荊州刺史・安湘郡公とした。鄴城に入城する時、法和は下馬して、禹歩を行なった。北斉に入朝しても、法和は、官爵や臣とは称したことがなく、但だ荊山居士と号した。三年間、太尉として在任し、世間では猶お彼を居士と呼んでいた。坐亡し、浴棺したところ、その屍は小さくなり、三尺ばかりに縮んでいた。文宣帝が棺を開けて見させると、中は空であったという。つまり、その死のさまは、神仙や道士の尸解そのものであった、とされる。

## 伝記資料
- 『北斉書』巻32
- 『北史』巻89